# Lijst van Donkey Kong-spellen
Dit is een lijst van Donkey Kong-spellen.

## Series

### Donkey Kong
- Donkey Kong (Arcade, Game & Watch, Game Boy Advance, Virtual Console)
- Donkey Kong II (Game & Watch)
- Donkey Kong 3 (Arcade, NES, Virtual Console)
- Donkey Kong (Game Boy) (Game Boy, Nintendo 3DS)
- Donkey Kong Bananza

### Donkey Kong Jr.
- Donkey Kong Jr. (Arcade, Game & Watch, NES, Virtual Console)
- Donkey Kong Jr. Math (NES, Virtual Console)

### Donkey Kong Land
- Donkey Kong Land (Game Boy)
- Donkey Kong Land 2 (Game Boy)
- Donkey Kong Land III (Game Boy)

### Donkey Kong Country
- Donkey Kong Country (SNES, Game Boy Color, Game Boy Advance, Virtual Console)
- Donkey Kong Country 2: Diddy's Kong Quest (SNES, Game Boy Advance, Virtual Console)
- Donkey Kong Country 3: Dixie Kong's Double Trouble! (SNES, Game Boy Advance, Virtual Console)
- Donkey Kong Country Returns (Wii)
- Donkey Kong Country Returns 3D (Nintendo 3DS)
- Donkey Kong Country: Tropical Freeze (Wii U, Nintendo Switch)

### Mario vs. Donkey Kong
- Mario vs. Donkey Kong (Game Boy Advance)
- Mario vs. Donkey Kong 2: March of the Minis (Nintendo DS)
- Mario vs. Donkey Kong: Minis March Again! (DSiWare)
- Mario vs. Donkey Kong: Mini-Land Mayhem! (Nintendo DS)
- Mario vs. Donkey Kong: Minis on the Move (Nintendo 3DS-downloadsoftware)
- Mario vs. Donkey Kong: Tipping Stars (Nintendo 3DS en Wii U)

### Donkey Konga
- Donkey Konga (Nintendo GameCube)
- Donkey Konga 2 (Nintendo GameCube)
- Donkey Konga 3 (Nintendo GameCube)

### Andere Donkey Kongspellen
- Donkey Kong Hockey (Game & Watch)
- Donkey Kong Circus (Game & Watch)
- Donkey Kong Classics (NES)
- Donkey Kong 64 (Nintendo 64)
- Donkey Kong Jungle Beat (Nintendo GameCube, Wii)
- DK: King of Swing (Game Boy Advance)
- Donkey Kong: Jungle Climber (Nintendo DS)
- Donkey Kong: Jet Race (Wii)

## Speelbaar personage

### Mario Kart
- Super Mario Kart (SNES)
- Mario Kart 64 (Nintendo 64)
- Mario Kart: Super Circuit (Game Boy Advance)
- Mario Kart: Double Dash!! (Nintendo GameCube)
- Mario Kart DS (Nintendo DS)
- Mario Kart Wii (Nintendo Wii)
- Mario Kart 7 (Nintendo 3DS)
- Mario Kart 8 (Nintendo Wii U)
- Mario Kart 8 Deluxe (Nintendo Switch)

### Mario Golf
- Mario Golf (Nintendo 64)
- Mario Golf: Toadstool Tour (Nintendo GameCube)
- Mario Golf: Advance Tour (Game Boy Advance)
- Mario Golf: Super Rush (Switch)

### Mario Tennis
- Mario Tennis (Nintendo 64)
- Mario Tennis (Game Boy Color)
- Mario Power Tennis (Nintendo GameCube)
- Mario Power Tennis (Game Boy Advance)

### Mario Party
- Mario Party (Nintendo 64)
- Mario Party 2 (Nintendo 64)
- Mario Party 3 (Nintendo 64)
- Mario Party 4 (Nintendo GameCube)
- Mario Party 10 (Wii U)
- Mario Party Star Rush (Nintendo 3DS)
- Super Mario Party (Nintendo Switch)
- Mario Party Superstars (Nintendo Switch)

In Mario Party 5, 6, 7 ,8 en 9 verscheen Donkey Kong ook, maar niet meer als speelbaar personage.

### Andere spellen
- Super Smash Bros. (Nintendo 64)
- Super Smash Bros. Melee (Nintendo GameCube)
- Mario Smash Football (Nintendo GameCube)
- Mario Superstar Baseball (Nintendo GameCube)
- Mario Slam Basketball (Nintendo DS)
- Mario Strikers Charged Football (Wii)
- Super Smash Bros. Brawl (Wii)
- Mario Super Sluggers (Wii)